# Deep River (Iowa)
Deep River è un comune degli Stati Uniti d'America, situato nello Stato dell'Iowa, nella contea di Poweshiek.